# Makoto Kawanishi
Makoto Kawanishi (河西 真 Kawanishi Makoto?, nacido el 21 de junio de 1996 en Saitama) es un futbolista japonés que juega como defensa.
En 2019, Kawanishi se unió al Fukushima United FC de la J3 League.

## Trayectoria

### Clubes
| Club                | País  | Año    |
| ------------------- | ----- | ------ |
| Fukushima United FC | Japón | 2019 - |

## Estadística de carrera

### J. League
| Club                | Año   | J. League | J. League | Copa J. League | Copa J. League | Total | Total |
| Club                | Año   | Part.     | Goles     | Part.          | Goles          | Part. | Goles |
| ------------------- | ----- | --------- | --------- | -------------- | -------------- | ----- | ----- |
| Fukushima United FC | 2019  | 23        | 0         | -              | -              | 23    | 0     |
| Total               | Total | 23        | 0         | 0              | 0              | 23    | 0     |